# Јастраба
Јастраба (слч. Jastrabá) насељено је мјесто са административним статусом сеоске општине (слч. obec) у округу Жјар на Хрону, у Банскобистричком крају, Словачка Република.

## Становништво
| Година:    | 1994. | 2004.   | 2014.   | 2024.   |
| ---------- | ----- | ------- | ------- | ------- |
| Број људи: | 593   | 590     | 552     | 552     |
| Разлика:   |       | -0,50 % | -6,44 % | +1,42 % |

| Година:    | 2023. | 2024.   |
| ---------- | ----- | ------- |
| Број људи: | 555   | 552     |
| Разлика:   |       | -0,54 % |

Према подацима о броју становника из 2024. године насеље је имало 552 становника.